# Джеф Линдзи
Джеф Линдзи (на английски: Jeff Lindsay) е псевдоним на американски писател, автор на криминални романи Джефри P. Фройндлих (на английски: Jeffry P. Freundlich). Писал е и под псевдонима Джефри P. Линдзи (Jeffrey P. Lindsay).

## Биография и творчество
Джеф Линдзи е роден на 14 юли 1952 г. в Маями, Флорида, САЩ.
Линдзи живее в южна Флорида с жена си, писателката Хилари Хемингуей, племенница на Ърнест Хемингуей. Линдзи става известен с романите си за Декстър.
През 2010 – 2011 г. заедно с още 25 прочути автори на криминални романи се събират, за да напишат заедно експресивния трилър „Няма покой за мъртвите“. Освен него участници са Джефри Дивър, Питър Джеймс, Сандра Браун, Тес Геритсън, Лайза Скоталайн, Реймънд Хури, Джон Лескроарт, и др., а световноизвестният Дейвид Балдачи изготвя предговора. Писателите влагат своята изобретателност, за да опишат превратната съдба на детектива Джон Нън, който се е справял перфектно в разследванията си. Но една-единствена грешка не му дава покой и последствията от нея го преследват с години.

## Произведения

### Като Джефри P. Линдзи

#### Самостоятелни романи
- Tropical Depression: A Novel of Suspense (1994)
- Dream Land: A Novel of the UFO Coverup (1995)
- Time Blender (1997)
- Dreamchild (1998)
- No Rest for the Dead (2011) – с Джеф Абът, Лори Армстронг, Дейвид Балдачи, Диана Габалдон, Томас Кук, Джефри Дивър, Фей Келерман, Андрю Гъли, Ламия Гули, Питър Джеймс, Джудит Джанс, Тес Геритсън, Реймънд Хури, Джон Лескроарт, Филип Марголин, Гейл Линдс, Алегзандър Маккол Смит, Сандра Браун, Майкъл Палмър, T. Джеферсън Паркър, Матю Пърл, Кати Райкс, Маркъс Сейки, Джонатан Сантлоуфър, Лайза Скоталайн, Робърт Лоурънс Стайн и Марша Тали 
Няма покой за мъртвите, изд.: ИК „Обсидиан“, София (2011), прев. Боян Дамянов

### Като Джеф Линдзи

#### Серия „Декстър“ (Dexter)
1. Darkly Dreaming Dexter (2004) – награда „Дилис“
Декстър: Нощният ловец, София (2006)
2. Dearly Devoted Dexter (2005)
Декстър: Острието на ножа, изд.: ИК „Бард“, София (2008), прев. Роза Григорова
3. Dexter in the Dark (2007)
Декстър в мрака, изд.: ИК „Бард“, София (2010), прев. Мария Панева
4. Dexter by Design (2009)
5. Dexter is Delicious (2010)
6. Double Dexter (2011)
7. Dexter's Final Cut (2013) – издаден и като „Dexter's Debut“
8. Dexter Is Dead (2014)

#### Серия „Били Найт“ (Billy Knight)
1. Red Tide (2015)
2. Tropical Depression (2015)

#### Документалистика
- Hunting with Hemingway: Based on the Stories of Leicester Hemingway (2000)